# Asterisk (manga)
Pour les articles homonymes, voir Asterisk.
Asterisk (アスターリスク, asutārisuku) est un manga de Michiyo Akaishi. Édité par Shogakukan, il comprend deux tomes, publiés du mois d'avril 1992 au mois de février 1993. Non publié en français.

## Résumé de l'histoire
Ayame Yagami (八神 あやめ), adolescente, suit sa sœur, voyante, de ville en ville. Cette dernière semble fuir quelque chose. Leurs parents ont été tués plusieurs années plus tôt. Ayame, qui change d'école régulièrement, a en conséquence peu d'amis. Seul souvenir d'enfance, un porte-clé offert par Shû Mizuhara (水原　周). Elle le retrouve par hasard dans sa dernière école.
En quelques jours toute sa vie bascule. Shû et son ami Hikaru Tsukumo (九十九　光) lui dévoilent qu'ils font partie des chasseurs de démon. Dénommés « Asterisk », ces chasseurs détectent chacun les démons par un des cinq sens. Ayame découvre que sa propre sœur est un démon, avant de comprendre qu'elle est elle-même un démon, à cornes dorées.
Sa sœur est tuée par Hikaru et son père, et en représailles elle tue le père et crève un des yeux d'Hikaru. S'enfuyant, elle tente d'échapper aux autres Asterisk. Shû, lui, trahit les siens par amour pour Ayame.